# Kattilasaari (ö i Norra Karelen, Mellersta Karelen)
Kattilasaari är en ö i Finland. Den ligger i sjön Orivesi och i kommunen Rääkkylä i den ekonomiska regionen  Mellersta Karelens ekonomiska region  och landskapet Norra Karelen, i den sydöstra delen av landet, 300 km nordost om huvudstaden Helsingfors. Öns area är 27 hektar och dess största längd är 1,5 kilometer i öst-västlig riktning.